# 1. Buch Samuel
| Nevi’im (Propheten) des Tanach                                                      |
| ----------------------------------------------------------------------------------- |
| Vordere Propheten                                                                   |
| - Buch Josua - Buch der Richter - Samuel (1. und 2. Buch) - Könige (1. und 2. Buch) |
| Hintere Propheten                                                                   |
| - Jesaja - Jeremia - Ezechiel - Zwölfprophetenbuch                                  |

Das 1. Buch Samuel (abgekürzt 1 Sam) ist ein biblisches Buch des (jüdischen) Tanach und des (christlichen) Alten Testaments. Ursprünglich, und im Tanach bis heute, bildet 1 Sam zusammen mit dem 2. Buch Samuel eine Einheit, das Buch Samuel (hebräisch סֵפֶר שְׁמוּאֵל sēfer šemûɂēl). Sein Name geht darauf zurück, dass es nach jüdischer Tradition von Samuel verfasst wurde. In der Septuaginta (und infolgedessen auch in den Ostkirchen) heißt es 1. Buch der Königreiche. Die Septuaginta-Fassung dieses Buches ist an manchen Stellen wesentlich kürzer als die heutige hebräische Fassung, was dafür spricht, dass der hebräische Text erst spät seine endgültige Form erlangte. Seit Stephen Langton wird das 1. Samuelbuch in 31 Kapitel unterteilt.

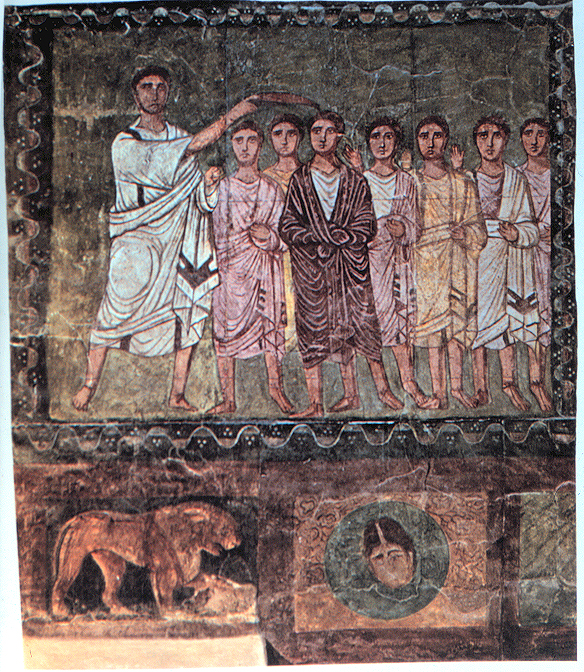
Samuel und David, Holzpaneel einer Synagoge in Dura Europos, Syrien

## Inhalt
Das 1. Buch Samuel erzählt die Geschichte Israels von der Bitte der kinderlosen Hanna um einen männlichen Nachkommen, über die Geburt des Propheten Samuel bis zum Selbstmord Sauls und dem Tod seiner Söhne im Kampf gegen die Philister. Zum letzten Kapitel findet sich eine Parallele im 1. Buch der Chronik (1 Chr 10,1–12).
Neben den Erzählungen findet sich auch ein Psalm, der Lobgesang der Hanna (1. Sam 2,1–10 ).
Ein inhaltlicher Schwerpunkt ist die Entstehung des Königtums und die Ambivalenz gegenüber diesem (1 Sam 8–12). Besonders in (1. Sam 8,11-18 ) werden deutlich die Nachteile des Königtums benannt, in (1. Sam 10,19 ) wird der Wunsch des Volkes Israel nach einem König als Abfall von Gott gedeutet. In 1 Sam 11 wird Saul dann als König gewählt, und in 1 Sam 13–31 wird die Herrschaft dieses ersten Königs geschildert. Die Schilderungen sind nach einigen Anfangserfolgen Sauls geprägt von der Konkurrenz Sauls mit seinem Gegenspieler David, der von Gott begünstigt wird. Auch die eigenen Familienangehörigen Sauls ergreifen für David Partei. Sauls Tochter Michal liebt David (1 Sam 18,28), und Sauls Sohn Jonathan greift zugunsten Davids ein und warnt diesen vor seinem Vater (1 Sam 19,2–3).

## Aufbau

### Hannas Unfruchtbarkeit und die Geburt Samuels (Kapitel 1–3)
Im ersten Kapitel wird die Geschichte von Hannas Unfruchtbarkeit erzählt. Im zweiten Kapitel werden die Söhne von Eli vorgestellt und in Kapitel drei wird Samuels Berufung beschrieben.

### Der Verlust und die Rückkehr der Lade (Kapitel 4–7)
In Kapitel 4 wird der Verlust der Lade beschrieben. In Kapitel 5 wird Gottes Handeln gegen die Philister, nach dem Raub der Lade beschrieben. In diesem Kapitel bestraft Gott die Philister für den Raub der Lade mit Plage. Im sechsten Kapitel wird von den Philistern aus Angst vor Gott die Lade wieder nach Israel gesandt.

### Sauls Königtum und Verwerfung (Kapitel 7–15)
Im siebten Kapitel wird ein militärischer Sieg Israels über die Philister beschrieben. In Kapitel 8 warnt Samuel Israel vor einem Königtum. In Kapitel 9–11 wird Saul in drei verschiedenen Geschichten zum König ernannt. In Kapitel 9–10 wird Saul zum König gesalbt. In Kapitel 10 wird Saul durch Los zum König und in Kapitel 11 wird Saul durch einen Sieg über die Amoniter zum König. In Kapitel 12 legt Samuel sein Amt als Richter ab. Und in Kapitel 13–15 werden Sauls Verwerfungen Beschrieben. In Kapitel 13 wird Saul wegen eines falschen Opfers verworfen und in Kapitel 15 wegen seiner falschen Bannvollstreckung gegen die Amalekiter.

### David kommt an den Hof Sauls und seine Rivalität mit Saul (Kapitel 16–19)
In Kapitel 16 und 17 wird Davids Kommen an den Hof Sauls beschrieben, in Kapitel 18 seine Rivalität mit Saul. In Kapitel 16 kommt David als Musiker an den Hof von Saul und in Kapitel 17 besiegt er den Riesen Goliat. In Kapitel 18 werden seine militärischen Siege beschrieben.

### Davids Fluchten vor Saul (Kapitel 19–28)
In den Kapiteln 19–21 wird Davids erste Flucht vor Saul nach Nob und Jonathans und Michals Hilfe bei der Flucht beschrieben. In Kapitel 22 wird Sauls Rache an den Priestern von Nob beschrieben. In Kapitel 23 wird Davids zweite Flucht vor Saul beschrieben. In Kapitel 24 wird Davids erste Verschonung von Saul in der Höhle von En-Gedi beschrieben. In Kapitel 25 wird Samuels Tod beschrieben. In Kapitel 26 wird Davids zweite Verschonung Sauls beschrieben. In Kapitel 27 wird Davids Aufenthalt bei den Philistern in Gat beschrieben.

### Sauls Tod (29–31)
In Kapitel 28 wird Sauls Begegnung mit der Totenbeschwörerin von Endor beschrieben. Da er Gottes Willen nicht durch ein Los erfahren kann, geht er heimlich zur Totenbeschwörerin von Endor. Diese ruft den Geist Samuels für ihn, welcher Sauls Tod voraussagt. In Kapitel 30 wird von einem Sieg Davids über die Amalekiter erzählt. In Kapitel 31 stirbt Sauls Sohn Jonathan im Kampf gegen die Philister und Saul nimmt sich selbst das Leben.

## Personen
- Eli, Priester in Silo
- Hanna, Mutter von Samuel
- Samuel salbt Saul und David zum König
- Kriege gegen die Philister
- David gegen Goliat
- Jonatan, Sauls Sohn und Davids bester Freund